# Aba (nome)
Aba  è un nome proprio di persona italiano femminile.

## Origine e diffusione

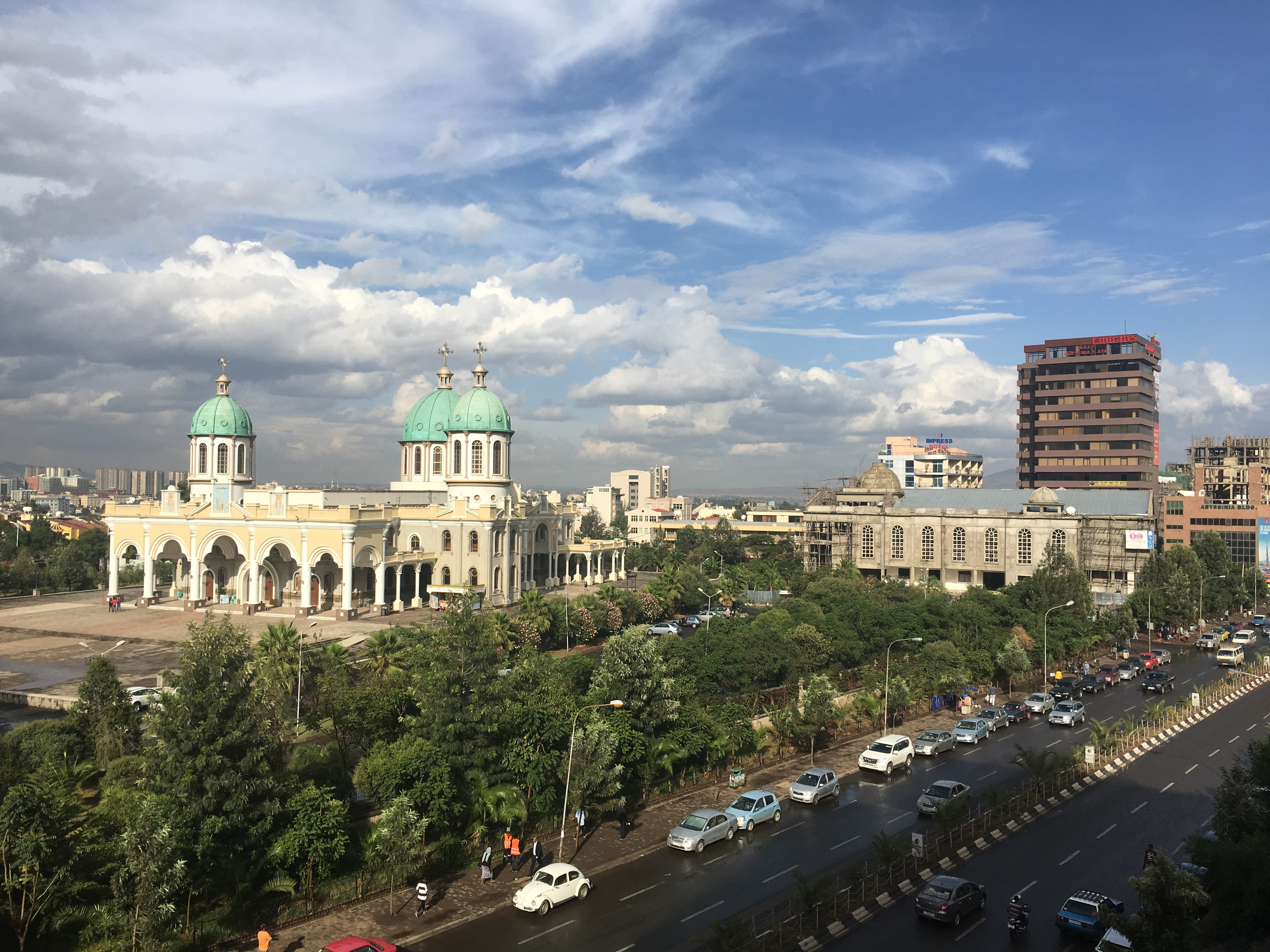
Scorcio di Addis Abeba

È un nome di ispirazione patriottica, diffusosi, al pari di altri quali Addis, Adua e Derna, dalla seconda metà degli anni Trenta del XX secolo, a seguito della guerra d'Etiopia: si tratta infatti di una ripresa della sigla telegrafica di Addis Abeba, la capitale dell'Etiopia, toponimo che significa "nuovo fiore" (dai vocaboli amarici አዲስ, addis, "nuovo", e አበባ, abäba, "fiore", "bocciolo").
Questo nome coincide inoltre con quello di Aba (in greco antico: Ἄβα?, Ába), una naiade della mitologia greca proveniente dalla città di Ergische, in Tracia.

## Onomastico
Aba è un nome adespota, ovvero privo di santa patrona; l'onomastico si può festeggiare eventualmente il 1º novembre, in occasione di Ognissanti.

## Persone
- Aba Cercato, conduttrice televisiva e annunciatrice televisiva italiana